# Rhyacophila yukii
Rhyacophila yukii är en nattsländeart som beskrevs av Tsuda 1942. Rhyacophila yukii ingår i släktet Rhyacophila och familjen rovnattsländor. Inga underarter finns listade i Catalogue of Life.